# Pinecreek
Pinecreek im Dieter Township in Minnesota ist ein Census-designated place in den Vereinigten Staaten.
Pinecreek liegt nordwestlich von Roseau in Minnesota.
Südöstlich von Pinecreek befindet sich der Roseau Lake WMA State Park.

## Geschichte
Im Jahr 1896 wurde Pinecreek von amerikanischen Siedlern gegründet.

## Infrastruktur
- Piney Pinecreek Border Airport
- United States Customs and Border Protection Pine Creek

Pinecreek ist über den MN89, die 310 Avenue und die 400th Street an das amerikanische Straßennetz angeschlossen. 
Der Ort besitzt keinen Eisenbahnanschluss.
Der nächstgelegene Eisenbahnanschluss befindet sich in Roseau.
Der nächstgelegene internationale Flughafen befindet sich in Winnipeg.